# Karl 1. Ludvig af Pfalz
Karl 1. Ludvig af Pfalz (født 22. december 1617 i Heidelberg, død 28. august 1680) var kurfyrste af Pfalz fra 1648 til 1680.
Karl 1. Ludvig var søn af vinterkongen (Frederik 5. af Pfalz) og vinterdronningen (Elizabeth Stuart).